# Orford (Suffolk)
Orford è un paese di 690 abitanti della contea del Suffolk, in Inghilterra.